# Max Deutschbein
Max Leo Ammon Deutschbein (* 7. Mai 1876 in Zwickau; † 15. April 1949 in Marburg) war ein deutscher Anglist und Hochschullehrer.

## Leben und Wirken
Deutschbeins Mutter war Engländerin, sein Vater Karl hatte englische Schulgrammatiken verfasst. Nach dem Abitur studierte Deutschbein in Berlin und Leipzig Anglistik und Sprachwissenschaften. 1898 trat er dem Akademisch-Neuphilologischen Verein Leipzig (seit 1924 Leipziger Burschenschaft Plessavia) bei. 1900 promovierte er in Leipzig mit der Dissertation Dialektisches in der angelsächsischen Übersetzung von Bedas Kirchengeschichte.
1902 habilitierte er sich in Leipzig über Zur Entwicklung des englischen Alliterationsverses, wurde Privatdozent und 1906 erhielt er eine außerordentliche Professur. 1910 wurde er als ordentlicher Professor für Anglistik an die Universität Halle berufen. 1919 wechselte er an die Universität Marburg, wo er bis zur Emeritierung 1946 lehrte. Er leitete 1939/40 das Marburger Institut für Grenz- und Auslandskunde. 
Er war als Kenner alt- und mittelenglischer Sagen bekannt und befasste sich mit Beowulf und dem mittelenglischen Ormulum. Seine Themen waren vor allem die Grammatik, Syntax und Stilistik. Seine wichtigste Neuerung lag in der Sprachwissenschaft und bestand in der Anwendung der sprachpsychologischen Methode auf die neuenglische Syntax. Sein Buch System der neuenglischen Syntax erschien 1917 und erreichte in kurzer Zeit vier Auflagen. Er verfasste eine mehrfach aufgelegte Schulgrammatik und widmete sich dem Werk Shakespeares. Er war ab 1943 Vizepräsident der Deutschen Shakespeare-Gesellschaft und Herausgeber des Shakespeare-Jahrbuches.
Deutschbein gehörte erst der Deutschen Demokratischen Partei (DDP) bzw. der Deutschen Staatspartei an. Er trat im April 1933 als Dekan der Philosophischen Fakultät in Marburg zurück, blieb aber unbehelligt. Deutschbein unterzeichnete im November 1933 das Bekenntnis der Professoren an den deutschen Universitäten und Hochschulen zu Adolf Hitler. Er gehörte dem NS-Lehrerbund an und war ab 1937 auch NSDAP-Mitglied.

## Publikationen (Auswahl)
- Studien zur Sagengeschichte Englands. Schulze, Cöthen 1906.
- Grammatik der englischen Sprache (für höhere Schulen) auf wissenschaftlicher Grundlage. Quelle & Meyer, Leipzig 1924; 18. Auflage: Quelle & Meyer, Heidelberg 1966.
- (Mitautor) Handbuch der Englandkunde. Diesterweg, Frankfurt am Main 1928/29; 3. Auflage 1955.